# 藤ノ木駅
藤ノ木駅（ふじのきえき）は、福岡県北九州市若松区赤島町にある、九州旅客鉄道（JR九州）筑豊本線（若松線）の駅である。駅番号はJE05。

## 歴史
- 1944年（昭和19年）8月12日[1]：運輸通信省が開設[3][注釈 1]。
- 1984年（昭和59年）2月1日：荷物扱い廃止[4]。駅員無配置駅となる[5][6]。
- 1987年（昭和62年）4月1日：国鉄分割民営化に伴い、九州旅客鉄道（JR九州）の駅となる[7]。
- 2009年（平成21年）3月1日：ICカード「SUGOCA」の利用を開始[8]。
- 2015年（平成27年）3月14日：再び無人化[2]。
- 2017年（平成29年）3月4日：若松駅 - 新入駅間（折尾駅を除く）の10駅と共に駅遠隔案内システム「ANSWER」を導入[9]。

## 駅構造
相対式ホーム2面2線を有する地上駅。両ホームは構内踏切で連絡している。
無人駅であり自動券売機、ICカードチャージ機およびICカード専用簡易型自動改札機が設置されている。SUGOCA等のICカードと磁気券が利用可能である。藤ノ木駅で磁気券を利用して乗車する際には改札口をそのまま通過し、降車する際には改札口備え付けの運賃箱に磁気券、運賃等を投入する。藤ノ木駅ではSUGOCAの新規発行は行わずチャージのみ取り扱いを行う。

### のりば
| のりば | 路線   | 方向 | 行先     |
| ------ | ------ | ---- | -------- |
| 1      | 若松線 | 上り | 若松ゆき |
| 2      | 若松線 | 下り | 折尾方面 |

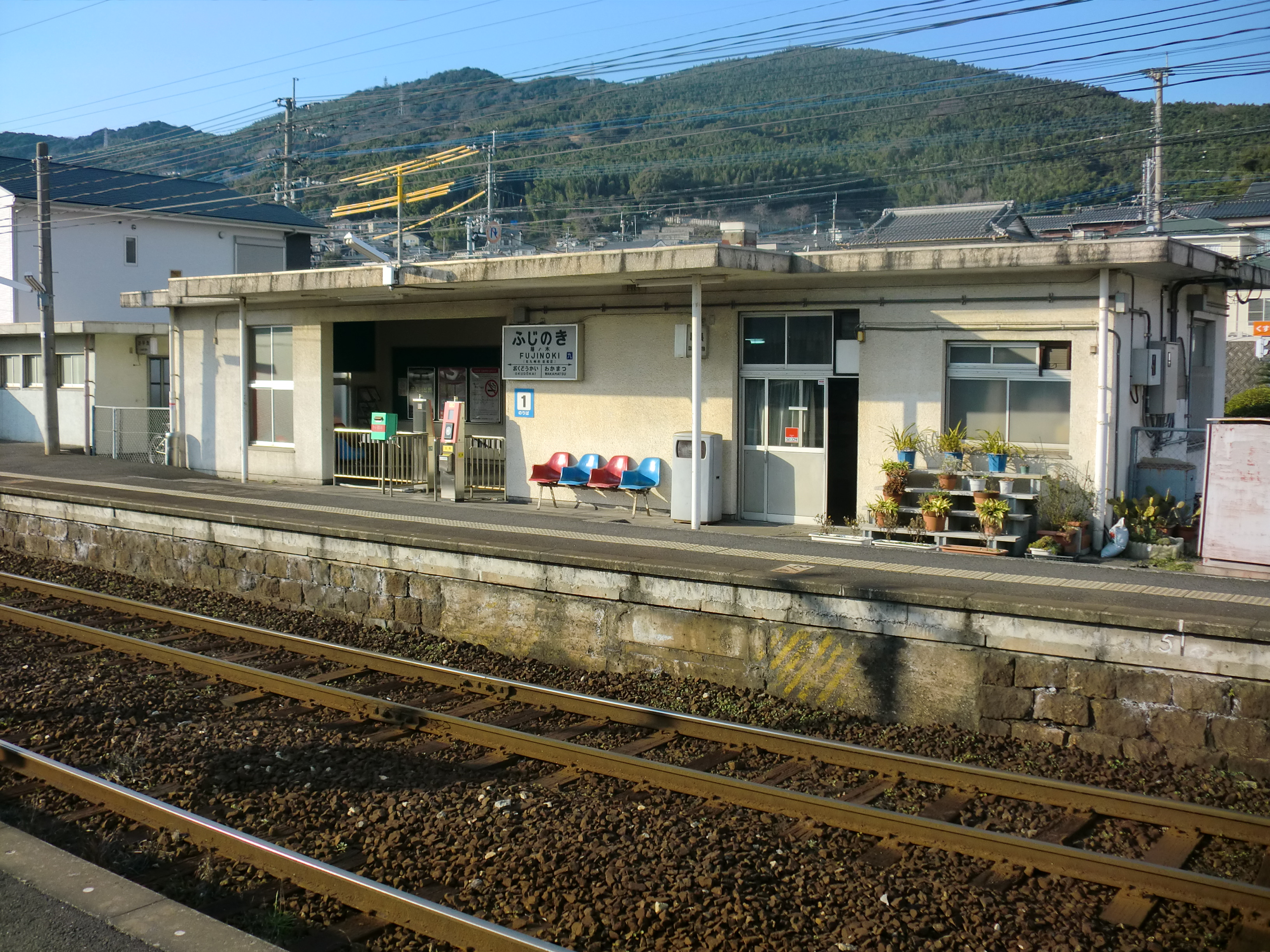
駅舎（2012年2月、ホーム側より）
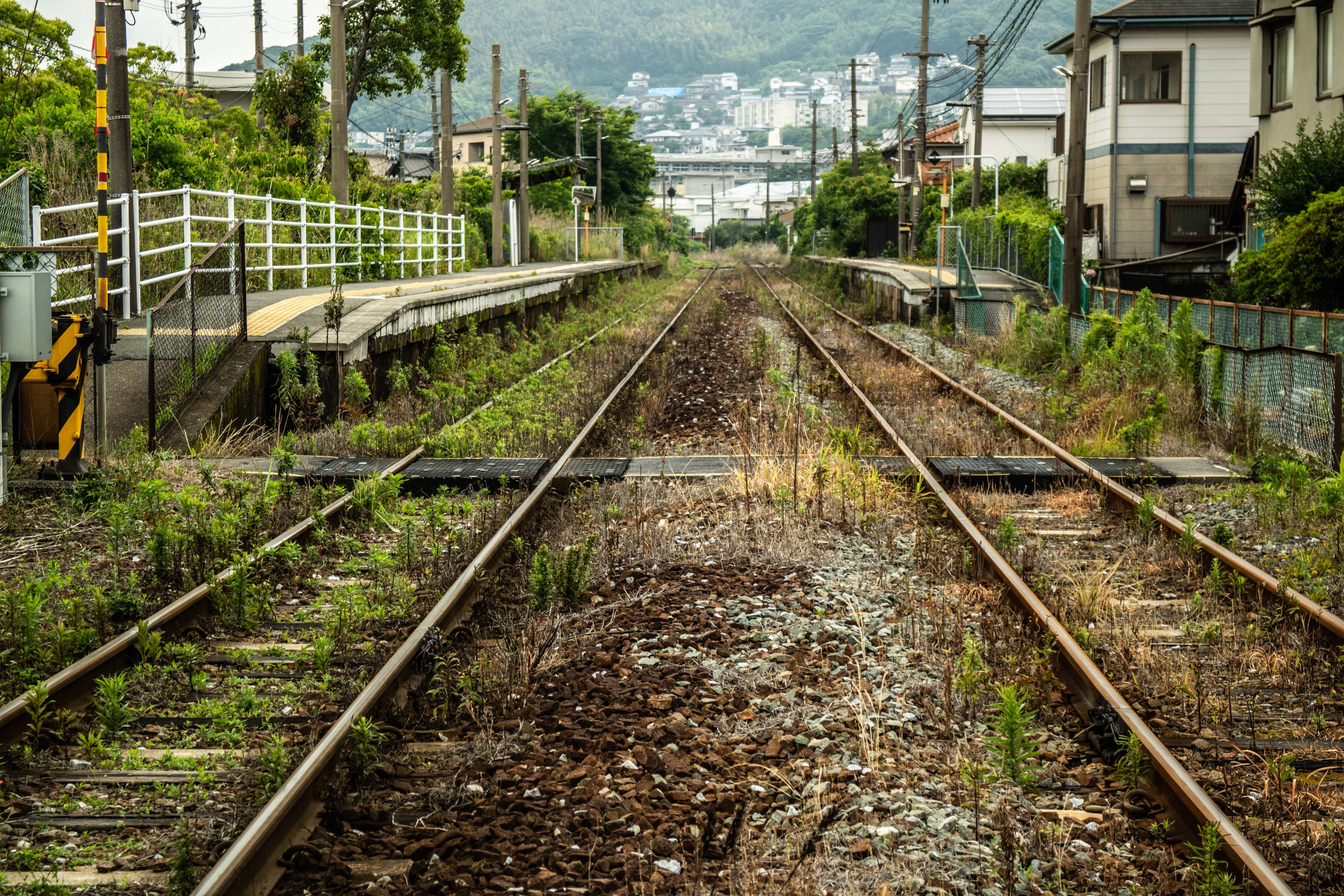
ホーム（2022年6月、踏切より）

## 利用状況
2016年度の1日平均乗車人員は282人である。
| 乗車人員推移 | 乗車人員推移 |
| 年度         | 1日平均人数  |
| ------------ | ------------ |
| 2000年       | 340          |
| 2001年       | 334          |
| 2002年       | 313          |
| 2003年       | 311          |
| 2004年       | 291          |
| 2005年       | 281          |
| 2006年       | 285          |
| 2007年       | 278          |
| 2008年       | 269          |
| 2009年       | 263          |
| 2010年       | 268          |
| 2011年       | 268          |
| 2012年       | 267          |
| 2013年       | 283          |
| 2014年       | 282          |
| 2015年       | 284          |
| 2016年       | 282          |

## 駅周辺
- 国道199号
- 若松休日急患診療所（駅南側）
- 藤ノ木市民センター
- 白山神社
- 北九州市立石峯中学校
- 北九州市立藤木小学校
- 福岡県若松警察署
- 福岡ひびき信用金庫宮丸出張所

## 隣の駅
九州旅客鉄道（JR九州）
 若松線（筑豊本線）
若松駅（JE06） - 藤ノ木駅（JE05） - 奥洞海駅（JE04）